# Nowa Ruda (Szwedy)
Nowa Ruda – część wsi Szwedy w Polsce, położona w województwie podkarpackim, w powiecie niżańskim, w gminie Jarocin.
W latach 1975–1998 Nowa Ruda administracyjnie należała do województwa tarnobrzeskiego. 